# SS-Zivilabzeichen

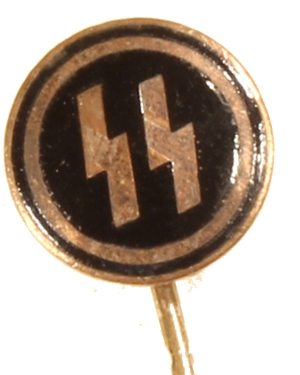
SS-Zivilabzeichen von Hermann Senkowsky; Standardausführung

Das SS-Zivilabzeichen war in der Zeit des Nationalsozialismus in Deutschland eine Anstecknadel, die ausschließlich an Zivilkleidung getragen und nur an Mitglieder der Schutzstaffel (SS) ausgegeben wurde. Sie zeigte das „SS-Abzeichen“, bestehend aus zwei sogenannten Siegrunen (Entwurf von Walter Heck, 1929), und sollte die Angehörigkeit zur SS auch bei Anlässen deutlich machen, zu denen man keine Uniform trug. Sein Herstellen, öffentliches Tragen oder Verbreiten ist heute gemäß § 86a StGB verboten.

## Geschichte
Das SS-Zivilabzeichen wurde seit 1932 ausgegeben, und zwar nur an Mitglieder der SS und nur auf schriftlichen Antrag. Voraussetzung war eine Zugehörigkeit zur SS von mehr als sechs Monaten.
Es gab zwei Ausführungen, eine Standardausführung aus Buntmetall und eine teurere aus Silber. Bei Verlust konnte nur in der Ausführung Silber nachbestellt werden. Gegen Aufpreis konnte man auch eine Nadelsicherung erwerben.
Die Abzeichen wurden nach Reihenfolge der Verleihung gezählt, so hatte jedes SS-Mitglied, das ein Zivilabzeichen beantragt und bekommen hatte, in seinem Wehrpass einen Eintrag mit der Verleihungsnummer, so zum Beispiel Hermann Senkowsky mit der Nummer 169.582.